# Saint-Quantin-de-Rançanne

Saint-Quantin-de-Rançanne este o comună în departamentul Charente-Maritime, Franța. În 1 ianuarie 2022 avea o populație de 263 de locuitori.